# Yigoga
Yigoga é um gênero de traça pertencente à família Arctiidae.